# Cibal de la Gloria
Cibal de la Gloria är en ort i Mexiko.   Den ligger i kommunen Balancán och delstaten Tabasco, i den sydöstra delen av landet, 900 km öster om huvudstaden Mexico City. Cibal de la Gloria ligger 52 meter över havet och antalet invånare är 160.
Terrängen runt Cibal de la Gloria är mycket platt. Runt Cibal de la Gloria är det ganska glesbefolkat, med 26 invånare per kvadratkilometer. Omgivningarna runt Cibal de la Gloria är en mosaik av jordbruksmark och naturlig växtlighet.